# Iwan Slatew
Iwan Slatew (bulgarisch Иван Златев; englisch Ivan Slatev; * 1. August 1990 in Bansko) ist ein ehemaliger bulgarischer Biathlet.

## Leben und Karriere
Iwan Slatew bestritt 2007 ihre ersten Rennen bei den Juniorenrennen des Europacups. Erste internationale Meisterschaft wurden die Juniorenweltmeisterschaften 2008 in Ruhpolding, bei denen er 87. des Einzels und 18. mit der Staffel wurde. Im folgenden Jahr startete er bei den Juniorenrennen der Europameisterschaften 2009 in Ufa und belegte die Plätze 29 im Einzel, 25 im Sprint, 21 in der Verfolgung und Staffel-Sechster. 2010 nahm er zunächst an den Juniorenweltmeisterschaften in Torsby teil, wo er 32. des Einzels, 62. des Sprints und 13. des Staffelrennens wurde. Wenig später lief Slatew auch bei den Juniorenrennen der Europameisterschaften 2010 in Otepää und erreichte die Plätze 40 im Einzel, 42 im Sprint, 37 in der Verfolgung und mit Emilija Jordanowa, Nija Dimitrowa und Dimitar Gerdschikow Platz sechs mit der Mixed-Staffel. 2011 bestritt der Bulgare seine letzten Juniorenrennen. In Nové Město na Moravě wurde Slatew bei den Juniorenweltmeisterschaften 29. des Einzels, 38. des Sprints, 42. der Verfolgung und 15. mit der Staffel. Es folgten die Europameisterschaften in Ridnaun, wo er 27. des Sprints, 30. der Verfolgung und mit Nija Dimitrowa, Dessislawa Stojanowa und Dimitar Gerdschikow Staffel-Neunter wurde. Das Einzel beendete er nicht. Im weiteren Saisonverlauf startete er auch bei den Sommerbiathlon-Weltmeisterschaften in Nové Město, bei denen er 15. des Sprints und Neunter der Verfolgung wurde. An der Seite von Nija Dimitrowa, Stefani Popowa und Anton Sinapow gewann er mit der Mixed-Staffel hinter Russland und Slowenien die Bronzemedaille.
Sein Debüt bei den Männern gab Slatew 2008 in Obertilliach, wo er 87. eines Einzels wurde. Erste Punkte gewann er im weiteren Saisonverlauf als 39. eines Sprints in Osrblie. Nur wenig später erreichte er mit einem sechsten Platz bei einem Verfolger in Bansko sein bislang bestes Resultat in der zweithöchsten Rennserie des internationalen Biathlonsports. 2011 folgte im Rahmen eines Staffelrennens an der Seite von Michail Kletscherow, Wladimir Iliew und Miroslaw Kenanow in Oberhof das Debüt im Weltcup, bei dem er 21. wurde. Im folgenden Sprint erreichte er Rang 91. In Antholz erreichte er mit einem 71. Platz im Sprint sein bislang bestes Resultat in einem Einzelrennen im Weltcup. Erste internationale Meisterschaft bei den Männern wurden die Europameisterschaften im heimischen Borowez, bei denen Slatew 60. des Einzels, 48. des Sprints und 33. der Verfolgung wurde.

## Biathlon-Weltcup-Platzierungen
Die Tabelle zeigt alle Platzierungen (je nach Austragungsjahr einschließlich Olympische Spiele und Weltmeisterschaften).
- 1.–3. Platz: Anzahl der Podiumsplatzierungen
- Top 10: Anzahl der Platzierungen unter den ersten zehn (einschließlich Podium)
- Punkteränge: Anzahl der Platzierungen innerhalb der Punkteränge (einschließlich Podium und Top 10)
- Starts: Anzahl gelaufener Rennen in der jeweiligen Disziplin
- Staffel: inklusive Mixed- und Single-Mixed-Staffeln

| Platzierung         | Einzel | Sprint | Verfolgung | Massenstart | Staffel | Gesamt |
| ------------------- | ------ | ------ | ---------- | ----------- | ------- | ------ |
| 1. Platz            |        |        |            |             |         |        |
| 2. Platz            |        |        |            |             |         |        |
| 3. Platz            |        |        |            |             |         |        |
| Top 10              |        |        |            |             | 1       | 1      |
| Punkteränge         |        |        |            |             | 13      | 13     |
| Starts              | 2      | 15     | 1          |             | 13      | 31     |
| Stand: Karriereende |        |        |            |             |         |        |